# Documentazione (gestione della conoscenza)
La documentazione è l'attività di ricerca, elaborazione e diffusione dei contenuti informativi, operazioni che costituiscono la catena documentaria.
Nel tempo e nella letteratura specializzata svariati sono stati i tentativi di definire concettualmente l'ambito di attività della disciplina. La definizione data da Paolo Bisogno "La documentazione si pone come obbiettivo il far conoscere ciò che è stato fatto per poter fare e, pertanto, le sue differenziate attività si presentano al mondo esterno come comunicazione di conoscenze offerte sotto forma di dati elaborati con rigorosi criteri ed omogenee procedure" si ispira - come molte altre - a quella formulata da Paul Otlet nel Traité de Documentation " Les buts de la documentation organisèe consistent à pouvoir offrir sur tout ordre de fait et de connaissance des informations documentées".
Per Otlet, considerato il fondatore della documentazione, l'organizzazione delle informazioni e l'accesso alla conoscenza non potevano prescindere dalla classificazione - la più dettagliata possibile - e dalla standardizzazione dei formati e dei sistemi di classificazione. La formalizzazione fisica dell'ordine è data dal Repertorio Documentale e dalla formulazione innovativa del concetto di Dossier.
Secondo la definizione adottata dall'UNESCO e formalizzata anche nel manuale edito dallo stesso organismo, sono riconducibili a questa disciplina l'individuazione, acquisizione, valutazione, indicizzazione, ordinamento, immagazzinamento, analisi, riassunto, sintesi, traduzione, rielaborazione, pubblicazione, presentazione, comunicazione, diffusione dell'informazione e documentazione. Questa definizione estesa dell'ambito di interesse colloca la disciplina nel più generale ambito delle scienze dell'informazione all'interno delle quali si occupa - in particolare - dell'estrazione, indicizzazione e classificazione di unità informative da documenti indipendentemente dal supporto scrittorio di questi ultimi. "Un document - afferma il manuale Unesco - est un objet qui fournit un renseignement ou une information. C'est le support matériel du savoir et la mémoire de l'humanité".

## Ambito di azione
La documentazione si occupa dell'analisi concettuale, indicizzazione, classificazione e recupero dell'informazione documentale indipendentemente dal supporto scrittorio utilizzato per la redazione degli oggetti di studio cioè i documenti.
Le tecniche documentali oggi utilizzate individuano molteplici scienze di riferimento dalla biblioteconomia, all'analisi testuale, alla linguistica, alla logica all'informatica.
Una tipologia documentale di particolare interesse per la documentazione è quello della cosiddetta letteratura grigia le cui particolarità la connotano come "non libro" e "non documento" almeno nelle accezioni più tradizionali e restrittive del termine.
La piena validità legale del documento non cartaceo ha, comunque, fortemente diminuito e assottigliato le diversità esistenti tra le varie tipologie scrittorie (libri, documenti, ecc.) accentuando l'attenzione su una ridefinizione concettuale degli ambiti di azione delle scienze documentali.

## Metodologie
Analisi concettuale, indicizzazione e classificazione, per come anche definiti nella norma ISO 5963/85, sono i principali asset metodologici della disciplina. Altro rilevante campo di attività è costituito dalla costruzione di strutture tassonomiche e di thesauri thesaurus di dominio. Nell'evoluzione verso il digitale assume rilevanza l'estrazione terminologica terminologia e la costruzione di vocabolari specialistici.